# Pišingr
Pišingr je oplatkový dort nebo řez (z původního německého Pischinger). Jedná se o eponymní název, jenž se po rozpadu Rakouska-Uherska na území Československa vžil pro označení sladkých slepovaných oplatek na způsob Pischingrova dortu od rakouského (vídeňského) cukráře Oskara Pischingra (1863–1919) či obdobné plněné oplatkové cukrovinky.

## Pischinger (firma)
Cukrář Leopold Pischinger († pochován 15. duben 1894 Vídeň, 73 let, Wiener Zentralfriedhof) založil cukrářskou firmu pod názvem „Leopold Pischinger” v roce 1842. Z té postupem času vybudoval prosperující a c.k. privilegovanou továrnu na cukrovinky a čokoládu. Syn Oskar se osamostatnil a otec Leopold Pischinger založil se svým druhým synem Norbertem 20. dubna 1881 pokračující firmu pod názvem „L. Pischinger & Sohn” se sídlem v 6. vídeňském okrese na Stiegengasse čp. 8 a 10. Syn Oskar založil vlastní firmu Oskar Pischinger.
Od ledna 1885 se majitelem firmy L. Pischinger & Sohn stal Franz Bossa. V témže roce firma zřídila pobočku v Brně na Johannesgasse 10 (nyní Jánská ulice), kde nabízela čokoládu, kakao, různé druhy bonbonů, tragantové figurky, bonboniéry, čajové pečivo, dezertní pečivo, přicházela též se speciální vánoční nebo velikonoční nabídkou (např. velikonoční vajíčka a beránky). Další pobočku firma zřídila v Paříži na Boulevard de Clichy 60 (vedl B. A. Godek). 
Brzy po svém vynálezu Pischingrova dortu (Pischinger Torte) v roce 1883 vstoupil na trh v zemích Koruny české také Oskar Pischinger, v roce 1886 jeho výrobky nabízeli cukráři Anton Palla v Brně, Hermann Zablatatzky v Kroměříži a Caroline Schlimarzik v Olomouci, v Praze lahůdkáři Anton Klinker Na příkopě, Conrad Wrbik, Martin & Riegel v Celetné, v Teplicích v cukrárně J. W. Pokorny, v Černovicích na Bukovině v lahůdkářství Anton Tabakar. V roce 1887 Pischingrovy speciality nabízely také lázně v západních Čechách: v Karlových Varech cukrář Albin Bär (Stará louka), ve Františkových Lázních lahůdkářství F. Förster a cukrář Georg Uhl (U města Magdeburg), v Mariánských Lázních lahůdkářství Bratři Buxbaumovi, v Chebu cukrář Michael Reinl a k dostání byly ve všech lepších hotelech a restauracích.
Dne 23. července 1889 zahájil c.k. zemský soud ve Vídni konkurzní řízení proti dlužníkovi Leopoldovi Pischingerovi, soukromníkovi bytem v Hietzingu na Wattmanngasse 3. Firma L. Pischinger & Sohn se snažila ještě v roce 1893 o moratorium, ale nakonec Oskar Pischinger v roce 1889 do úpadkové firmy vstoupil a snažil se provést ve firmě reorganizaci za účelem uspokojení věřitelů. V roce 1902 se majitelem firmy stal Hans Jerie a firma změnila svůj název na „L. Pischinger & Sohn Nachfolger”.

### Změny firmy L. Pischinger a syn v obchodním rejstříku
- 20. duben 1881: L. Pischinger a syn, společníci Leopold Pischinger a syn Norbert Pischinger[26]
- 3. říjen 1881: L. Pischinger a syn, společníci Franz Bossa, majitel statku z Vídně a Norbert Pischinger, společná prokura, otec Leopold Pischinger jako společník vymazán[27]
- 23. prosinec 1881: L. Pischinger a syn, Oskar Pischinger a Hugo Lux společná prokura nebo společná prokura Oskar Pischinger a společník firmy Franz Bossa nebo společná prokura Hugo Lux a společník firmy Norbert Pischinger[28]
- 21. březen 1882: L. Pischinger a syn, společná prokura Hanns Nawratil a společník firmy Norbert Pischinger nebo s prokuristou Hugo Luxem, přičemž prokurista Hugo Lux směl znamenat jen se společníkem firmy Francem Bossou,[29] 15. září 1884 Oskar Pischinger založení vlastní firmy[30]
- 7. leden 1885: L. Pischinger a syn, jediný majitel firmy Franz Bossa, výrobce čokolády a cukrové galanterie ve Vídni, dosavadní veřejná společnost L. Pischinger a syn vymazána[31]
- 1885, 1886, 1887: L. Pischinger a syn, registrace značek u Obchodní a živnostenské komory ve Vídni[32] (16. ledna 1886 č. 4369 Chocolade-Fabrik L. Pischinger & Sohn Feinste Chocolade mit Vanille, 26. března 1886 č. 4453 Cioccolata di Milano Sopra Fina, č. 4454 Cioccolata di Milano con Vaniglia, č. 4455 Feine Wiener Chokolade, 9. srpna 1887 č. 5047 1/4 Kilo Vaniglia Chocolade, Zum weissen Einhorn)[33][34][35][36]
- 1. červenec 1889: L. Pischinger a syn, otevřená obchodní společnost, společníci: Franz Bossa a Oskar Pischinger[37]
- 1889: konkurzní řízení na veškerý movitý a nemovitý majetek Leopolda Pischingera[38][39]
- 10. leden 1890: L. Pischinger a syn, dosavadní obchodní společnost z důvodu rozpuštění vymazána z obchodního rejstříku a zapsána firma pod stejným jménem na nové adrese ve Vídni Burggasse 31, jediným majitelem Oskar Pischinger[40]
- 29. května 1894: po úmrtí otce Leopolda Pischingera převedl Oskar Pischinger sídlo firmy L. Pischinger & syn opět do Stiegengasse 8-10[41] a firma šla do konkurzu.[42][43][44] Po soudním vyrovnání věřitelů bylo 28. ledna 1896 celé řízení ukončeno.[45]
- 1. leden 1900: opět založena obchodní společnost L. Pischinger & syn k provozování továrny na Stiegengasse 8-10 se společníky: Oskar Pischinger a Hans Jerié[46]
- 30. září 1902: z důvodu vystoupení Oskara Pischingera ze společnosti změna názvu firmy na L. Pischinger & syn následník, jediným majitelem Hans Jerié[47]
- 27. říjen 1903: změna názvu obchodní společnosti na L. Pischinger a syn násl. Jerié a spol., společníci: Hans Jerié a Berthold Allina[48]
- 11. březen 1904: z obou společníků (H. Jerié a B. Allina) je oprávněn zastupovat a podepisovat firmu pouze Berthold Allina[49]
- 3. červen 1904: zrušena obchodní společnost a jediným majitelem firmy Berthold Allina, proto změna názvu na L. Pischinger a syn následník[50]
- 19. březen 1909: změna na obchodní společnost L. Pischinger a syn, následník se sídlem na Rauchfangkehrergasse 34: společníky jsou Berthold Allina a Adolf Grünberger[51]
- 1903, 1909, 1913: tříletá ochrana vzrorku obalu, ochrana vzrorku kartonového víčka se skleněnou vložkou a čtyřhranného želatinového obalu na cukrovinky, ochrana 2 balení Pischingerova dortu[52][53][54][55]

V srpnu 1906 koupil Berthold Allina od Georgiana Berga pozemek na ulici Rauchfangkehrergasse kde vystavěl továrnu. Stavební úpravy prováděl zednický mistr Franz Tiefenbacher. Vídeňská továrna firmy „L. Pischinger & Sohn, Nachfolger” zaměstnávala v roce 1910 kolem 150 dělníků a měla parní pohon.
Několik let obě rakouské konkurenční firmy L. Pischinger a syn následník a Oskar Pischinger vedly soudní procesy o tom, který Pischingrův dort je ten pravý. Po rozpadu Rakouska-Uherska byla na území Československa založena dceřiná firma „L. Pischinger a syn, nástupce” se sídlem v Praze.

### L. Pischinger a syn, nástupce (1. Rakouská republika)
V roce 1921 nechala firma „L. Pischinger & Sohn, Nachfolger” se sídlem ve 14. vídeňském okrese na Rauchfangkehrergasse 34 (nyní 15. okres) do obchodního rejstříku zapsat znění firmy ve francouzském a českém jazyce: 1. „L. Pischinger & Fils Successeur”, 2. „L. Pischinger & syn nástupce”. Posledním poválečným majitelem firmy „L. Pischinger & Sohn, Nachfolger” byl Adolf Grünberger, obchodník a bývalý společník zkrachovalé obuvnické firmy „Fuchs & Grünberger GmbH” a firmy „Pepege”, zabývající se prodejem holínek (Oesterreichische Gummischuh-Verkaufs-Gesellschaft mbH). Za jeho působení se firma dostala do dluhů a nakonec se stala insolvenční. V roce 1925 byla udělena samostatná prokura Francovi Wantochovi, obchodníkovi ve Vídni.

### L. Pischinger a syn, nástupce (1. Československá republika)
V dubnu roku 1922 byla v Praze založena firma pod názvem: „L. Pischinger a syn nást., společnost s r. o.” se sídlem v Praze 8 na Podlipného ulici čp. 942. Její splacený kmenový kapitál činil 525 000 Kč. Jednateli společnosti byli: 1. Dr. Richard Jelínek, továrník v Praze 8 na Podlipného ulici čp. 942, Václav Kleinhampl, velkoobchodník v Praze na Národní třídě čp. 31. Společnicí a disponentkou firmy byla též Růžena Jelínková (za svobodna Švarzová) bytem v Praze 5 na Josefské ulici čp. 11. V roce 1925 přeložila pražská firma svoji továrnu do Božkova u Plzně (do Stockovy výrobny koňaku), kde zřídila oddělení výroby vín pro chudokrevné.

### Likvidace firmy L. Pischinger a syn, nástupce
Poté, co byl majitel vídeňské firmy Adolf Grünberger prohlášen za nesvéprávného, převzal kontrolu nad podnikem insolvenční správce. V červnu 1931 si nechal Gustav Wantoch, dosavadní výrobce likérů, na této adrese zaprotokolovat firmu na výrobu likérů a ovocných šťáv. Následně bylo navrženo vyrovnání dlužníků. To bylo nejprve zrušeno a později opět nařízeno. Na konci roku 1932 byla samostatná prokura (Franz Wantoch) změněna na společnou (Franz Wantoch a ředitel Moritz Schreier). V lednu roku 1933 Adolf Grünberger zemřel a k tomu, aby mohly být zaplaceny pohřební výdaje, musela továrna prodat jeden balicí stroj. Správce majetku Dr. Ullmann, který byl pověřen konkurzním soudem zpracovánín a správou majetku v insolvenčním řízení, v dubnu roku 1933 konstatoval, že úplný krach továrny může odvrátit jen koupě. Nakonec šla celá pozůstalost po A. Grünbergerovi v roce 1934 do soudní dražby a v roce 1935 bylo započato s demolicí továrních objektů.

## České slovo pišingr
Druhý svátek těch vánoc jakoby byl v Procházkovi uvolnil všechny zbytky jeho sil. S radostí ukazoval mi štědrovečerní dar přátel a vybrav jednu z krabic, řekl radostně: „Tento pišingr vezměte pro svou miniaturní dceru.”
Poslední vánoce Arnošta Procházky (povídka), Polední list, 1935 Praha
Přenesením názvu výrobce na výrobek se pišingr s počeštěným pravopisem stal tzv. apelativizovaným názvem výrobku. Již počátkem 20. století slovo pišingr začalo používat jako všeobecné označení pro čokoládové oplatkové dorty či řezy.
pišingr, -u m. druh oplatkového dortu
Příruční slovník jazyka českého, 1941-1943
Pischingertorte (-, n) f. kuch. Pischingrův dort, pišingr m. (dort z oplatek)
Deutsch-tschechisches Handwörterbuch 1944
Úryvek z básně Cukrářský krám
Pišingr, mokka, malakov,
griliážové řezy!
Těchto pár cizích jmen a slov,
které mi v paměti vězí.
Jaroslav Seifert, sbírka Maminka, 1954

## Obdobné výrobky
- Dobostorte (oplatkový Dobosův dort nazvaný podle budapešťského vynálezce a cukráře József Dobos)[102]